# حسین (کتاب)
حسین یا زندگانی امام حسین نام کتابی است نوشته زین‌العابدین رهنما پیرامون زندگی حسین بن علی که انتشارات امیرکبیر آن را منتشر کرده‌است.
رهنما نگارش این کتاب را از سال ۱۳۲۴ و پس از کناره‌گیری از مناصب دولتی و تعطیل کردن روزنامه ایران آغاز نمود.
محتوای این کتاب ابتدا به صورت پاورقی در نشریه‌ای به نام سپید و سیاه چاپ شد و باعث بالا رفتن تیراژ این نشریه شد.
رهنما در سال ۱۳۵۱، به خاطر نوشتن این کتاب و کتاب پیامبر از روبردو سوزا، سفیر فرانسه در ایران لقب «کماندور» و نشان دانش و هنر دریافت کرد؛ البته رهنما با اجازه شاه از دریافت این جوایز خودداری نمود.

## کتاب گویا
کتاب صوتی حسین با صدای بهروز رضوی در سال ۱۳۸۹ در پایگاه شهید آوینی منتشر شد و به رایگان برای بارگذاری گذاشته‌شد.